# Kanton Villeneuve-d’Ascq-Nord
Der Kanton Villeneuve-d’Ascq-Nord war von 1992 bis 2015 ein französischer Wahlkreis im Arrondissement Lille, im Département Nord und in der Region Nord-Pas-de-Calais.
Der Kanton bestand aus einem Teil der Gemeinde Villeneuve-d’Ascq.